# İsmet Giritli
İsmet Giritli (* 17. April 1924 auf der Halbinsel Krim; † 3. Februar 2007 in Istanbul) war ein türkischer Professor für Menschenrechte und zudem Autor.

## Leben
Ismet Giritli wuchs auf der Krim auf. Nachdem er die Volksschule dort beendet hatte, studierte er an der Kabataş Erkek Lisesi in Istanbul. Anschließend schloss er sein Studium an der Juristischen Fakultät der Universität Istanbul ab und wurde im Jahr 1964 Professor. Giritli wurde Präsident der Türkiye Milli Gençlik Teşkilatı (TMGT) und zum Vertreter der Türkei in der UNO gewählt.
Nach dem Militärputsch vom 27. Mai 1960 war er unter der Leitung Sıddık Sami Onars an der Ausarbeitung einer neuen Verfassung beteiligt.
2006 wurde bei Giritli Krebs festgestellt. Nach einem langen Kampf gegen die Krankheit starb er im Februar 2007 in Istanbul.

## Werke
Seine Werke beinhalten hauptsächlich politische Themen. Dazu zählen:
- Fifty Years of Turkish Political Development. Fakulteler Matbaasi, Istanbul, 1969.
- Dimensions of the Gulf crisis, 1992
- Atatürkçülük ideolojisi, Atatürk Araştırma Merkezi, 1988
- Komünizm, sosyalizm ve anayasamız, Baha Matbaası, 1967
- Çaği̇mi̇z ve komünizm, Baha Matbaası, 1966
- Kalkınma ve Türkiye, Izlem yayınevi, 1962